# Radiación por neutrones
La radiación por neutrones es una clase de radiación ionizante que consisten en neutrones libres producidos como resultado de reacciones nucleares, tales como la fisión nuclear o la fusión nuclear, y son la liberación de neutrones libres a partir de moléculas e isótopos estables. Estos neutrones libres reaccionan con los núcleos de otras moléculas estables para formar nuevos isótopos a partir de moléculas previamente no isotópicas, que en su momento producen radiación. Esto resultará en una reacción en cadena emitiendo peligrosas y dañinas radiaciones sobre grandes espacios.

## Usos
La radiación por neutrones Fría, Termal y Caliente es más comúnmente usada en los experimentos de dispersión y difracción con el propósito de evaluar las propiedades y las estructuras de los materiales en cristalografía, física de la materia condensada, biología, química del estado sólido, ciencia de los materiales, geología, mineralogía y ciencias relacionadas. La radiación por neutrones también es usada en instalaciones especiales para el tratamiento de tumores cancerígenos debido a su naturaleza de alta penetración y capacidad de daño a las estructuras celulares. Los neutrones también pueden ser usados para el estudio por imágenes de partes industriales, esto se denomina radiografía por neutrones cuando se usa película fotográfica, y radioscopia por neutrones cuando se toma una imagen digital y tomografía por neutrones cuando se usa para tomar imágenes de tres dimensiones. La tomografía por neutrones es usada comúnmente en la industria nuclear, la industria aeroespacial, así como en la industria de fabricación de explosivos de alta confiabilidad.

## Mecanismos y propiedades de la ionización
La radiación por neutrones a menudo es llamada radiación ionizante indirecta. No ioniza los átomos de la misma forma como lo hacen las partículas cargadas tales como los protones y los electrones, ya que los neutrones no tienen carga. Sin embargo, las interacciones con neutrones son principalmente ionizantes, por ejemplo, cuando la absorción de neutrones resulta en emisiones gamma y los subsecuentes rayos gamma (fotones) expulsan un electrón de un átomo, o un núcleo que retrocede de una interacción con un neutrón es ionizado en otros átomos. Debido a que los neutrones no tienen carga, tienen mayor penetración que la radiación alfa o la radiación beta. En algunos casos tienen más penetración que la radiación gamma, la cual es bloqueada por materiales con un número atómico alto. En materiales con un número atómico bajo tales como el hidrógeno, un rayo gamma de baja energía puede ser más penetrante que un neutrón de alta energía.

## Peligros para la salud y protección
En el campo de la radiobiología la radiación por neutrones es el cuarto peligro por radiación. Otra, algunas veces una forma más peligrosa de radiación por neutrones, es la activación por neutrones, o la habilidad de la radiación por neutrones para inducir radiactividad en la mayor parte de las sustancias con que se encuentra, incluyendo el propio tejido corporal de los trabajadores. Esto ocurre a través de la captura de neutrones por los núcleos atómicos, que son transformados en otro núcleo, frecuentemente un radioisótopo. Este proceso explica la mayor parte del material radiactivo liberado por la detonación de un arma nuclear. Esto también es un problema en las instalaciones nucleares, ya que gradualmente convierte en radiactivo a todo el equipo afectado; eventualmente el equipamiento debe ser reemplazado y desechado como una basura radiactiva de bajo nivel.
La protección radiológica contra la radiación por neutrones se basa en el uso de escudos. En comparación con la radiación ionizante convencional basada en fotones o partículas cargadas, los neutrones rebotan repetidamente y son desacelerados (absorbidos) por los núcleos ligeros, de tal forma que es necesaria una gran masa de material rico en nitrógeno. Los neutrones pasan fácilmente a través de la mayor parte de los materiales, pero interactúan lo suficiente como para causar daño biológico. Debido a la alta energía cinética de los neutrones, esta radiación es considerada como la más severa y peligrosa existente. Los materiales más efectivos son el agua, polietileno, cera de parafina o hormigón, donde una gran cantidad de moléculas de agua están ligadas químicamente al cemento. Los átomos ligeros sirven para desacelerar a los neutrones por medio de la dispersión elástica, de tal forma de que puedan ser absorbidos por las reacciones nucleares. Sin embargo, a menudo se produce radiación gamma en tales reacciones, de tal forma que se necesita protección adicional que la absorba.
Por causa de que los neutrones que chocan con el núcleo del hidrógeno (protón o deuterón) le imparten energía a ese núcleo, estos núcleos romperán sus enlaces químicos y viajarán una corta distancia, antes de detenerse. Aquellos protones y deuterones son partículas de alta transferencia lineal de energía, y que a su vez son detenidos por la ionización del material a través del cual están viajando. Consecuentemente, en el tejido vivo, los neutrones tienen una relativamente alta efectividad biológica relativa, y son aproximadamente diez veces más efectivos en causar cáncer o DL-50 cuando se le compara a la exposición equivalente de radiación por fotones o de radiación beta

## Efectos sobre los materiales
Los neutrones también degradan a los materiales. El bombardeo de los materiales con neutrones crea cascada de colisiones que pueden producir defectos puntuales y dislocaciones en los materiales. En flujos altos de neutrones esto puede convertir en quebradizos a los metales y a otros materiales, y llevar a la expansión de volumen inducida por neutrones de algunos de ellos. Esto es un problema para los recipientes de los reactores nucleares, y limita significativamente su duración (que puede ser prolongada en alguna medida por el recocido controlado del recipiente, reduciendo la cantidad de dislocaciones acumuladas). Los bloques moderadores de grafito son especialmente susceptibles a este efecto, que se conoce como el efecto Wigner, y tiene que ser recocidos periódicamente a una temperatura de 250 grados Celsius para minimizar este efecto; el incendio de Windscale fue causado por un error durante una operación de recocido.

## Radiación por neutrones y fisión nuclear
Los neutrones en los reactores generalmente son categorizados como neutrones lentos (termales) o neutrones rápidos dependiendo de su energía. Los neutrones termales son similares a un gas en equilibrio termodinámico pero son fácilmente capturados por los núcleos atómicos y son el principal medio por el cual se produce la transmutación atómica.
Con la idea de lograr una efectiva reacción en cadena de fisión, los neutrones producidos durante la fisión deben ser capturados por los núcleos fisionables, que cuando se dividen, liberan más neutrones. En la mayor parte de los reactores de fisión, el combustible nuclear no está lo suficientemente refinado para ser capaz de absorber los suficientes neutrones rápidos para sostener la reacción en cadena, debido a la más baja sección transversal con respecto a los neutrones de alta energía, así que se debe introducir un moderador de neutrones para desacelerar los neutrones rápidos a las velocidades de los neutrones termales para permitir su absorción. Los moderadores más comunes incluyen al grafito, el agua ligera y el agua pesada. Unos pocos reactores (los reactores de neutrones rápidos) y todas las armas nucleares funcionan con los neutrones rápidos. Esto requiere ciertos cambios en el diseño y en el combustible nuclear que necesitan. El berilio es particularmente útil debido a su habilidad para actuar como un reflector o lente de neutrones. Esto permite que puedan ser usadas cantidades más pequeñas de material fisible y es el desarrollo técnico principal que llevó a la creación de la bomba de neutrones.

## Neutrones cosmogénicos
Los neutrones cosmogénicos son aquellos neutrones producidos por la radiación cósmica en la atmósfera y en la superficie de la Tierra. Estos neutrones y los producidos por los aceleradores de partículas pueden tener significativamente más altas energías que aquellos que se encuentran en los reactores. La mayor parte de los neutrones cosmogénicos activan un núcleo antes de alcanzar la superficie; unos pocos reaccionan con núcleos en el aire. Las reacciones con nitrógeno 14 llevan a la formación de carbono 14, que es ampliamente usado en el método de datación por radiocarbono.